# رولز-رویس کورنیش
رولزرویس کورنیش (Rolls-Royce Corniche) خودرویی است که در سال‌های ۱۹۷۱ تا ۲۰۰۲ تولید شده‌است.
طراحی آن خودروهای موتور جلو-محور عقب بوده است.

## نگارخانه

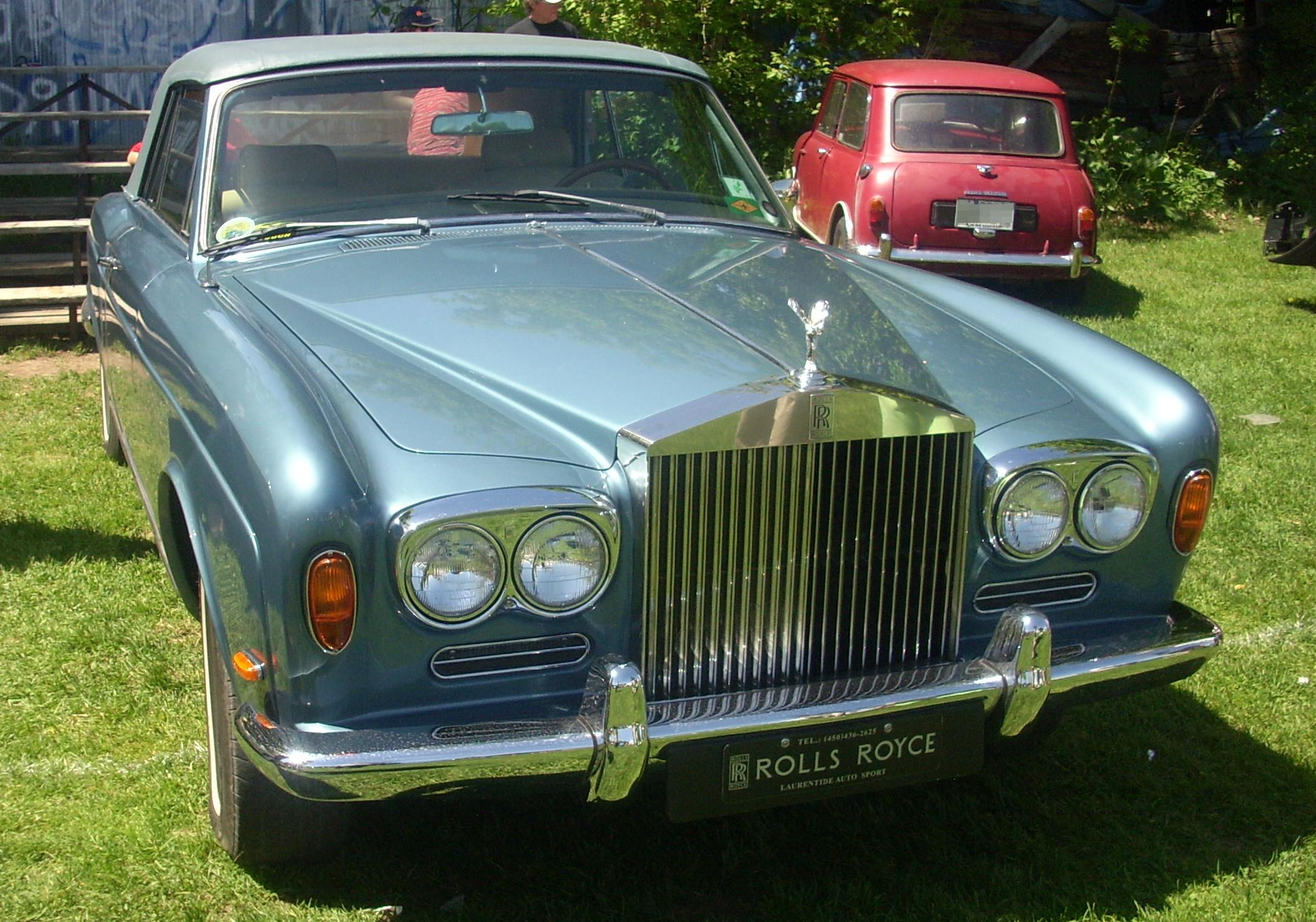
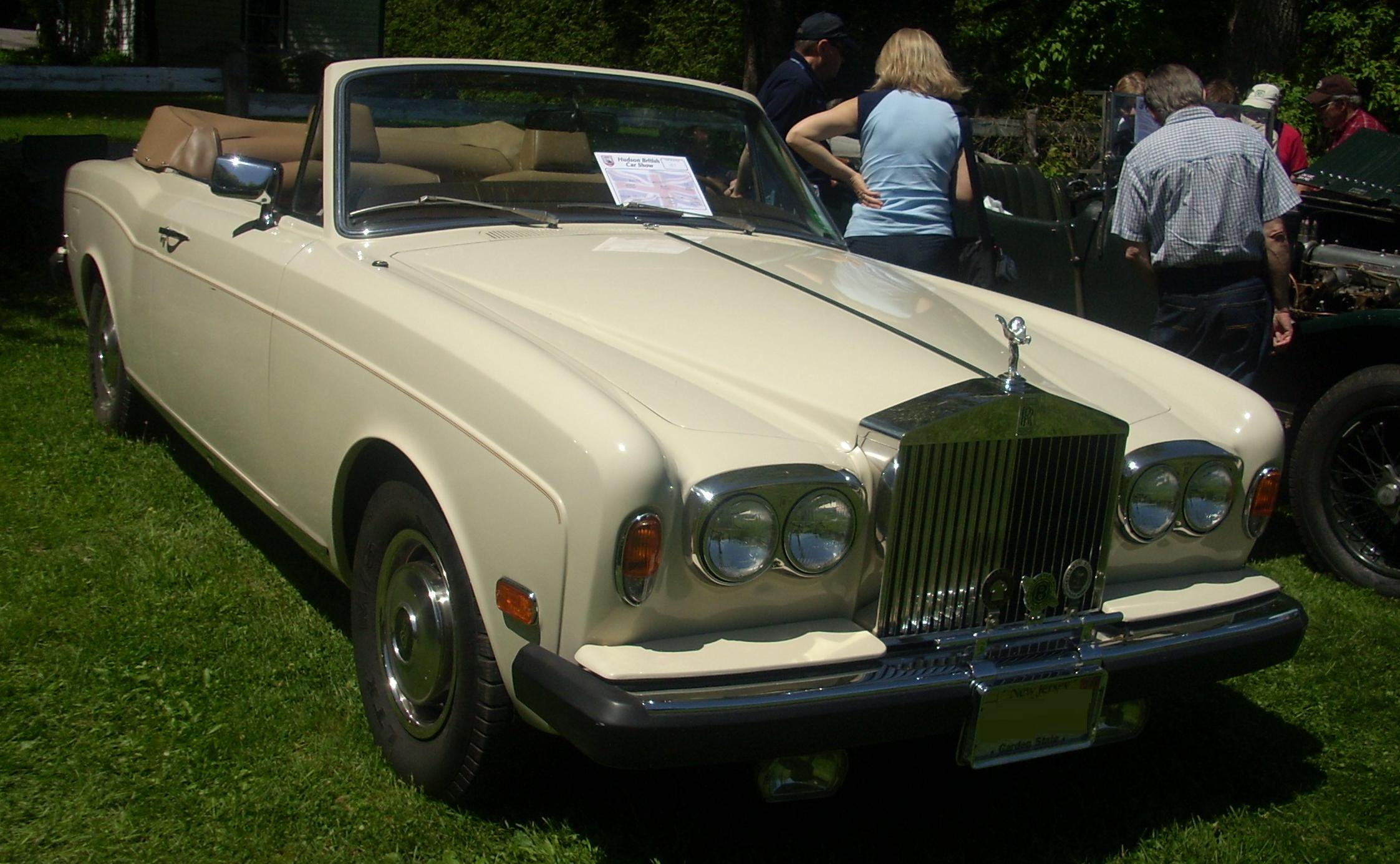
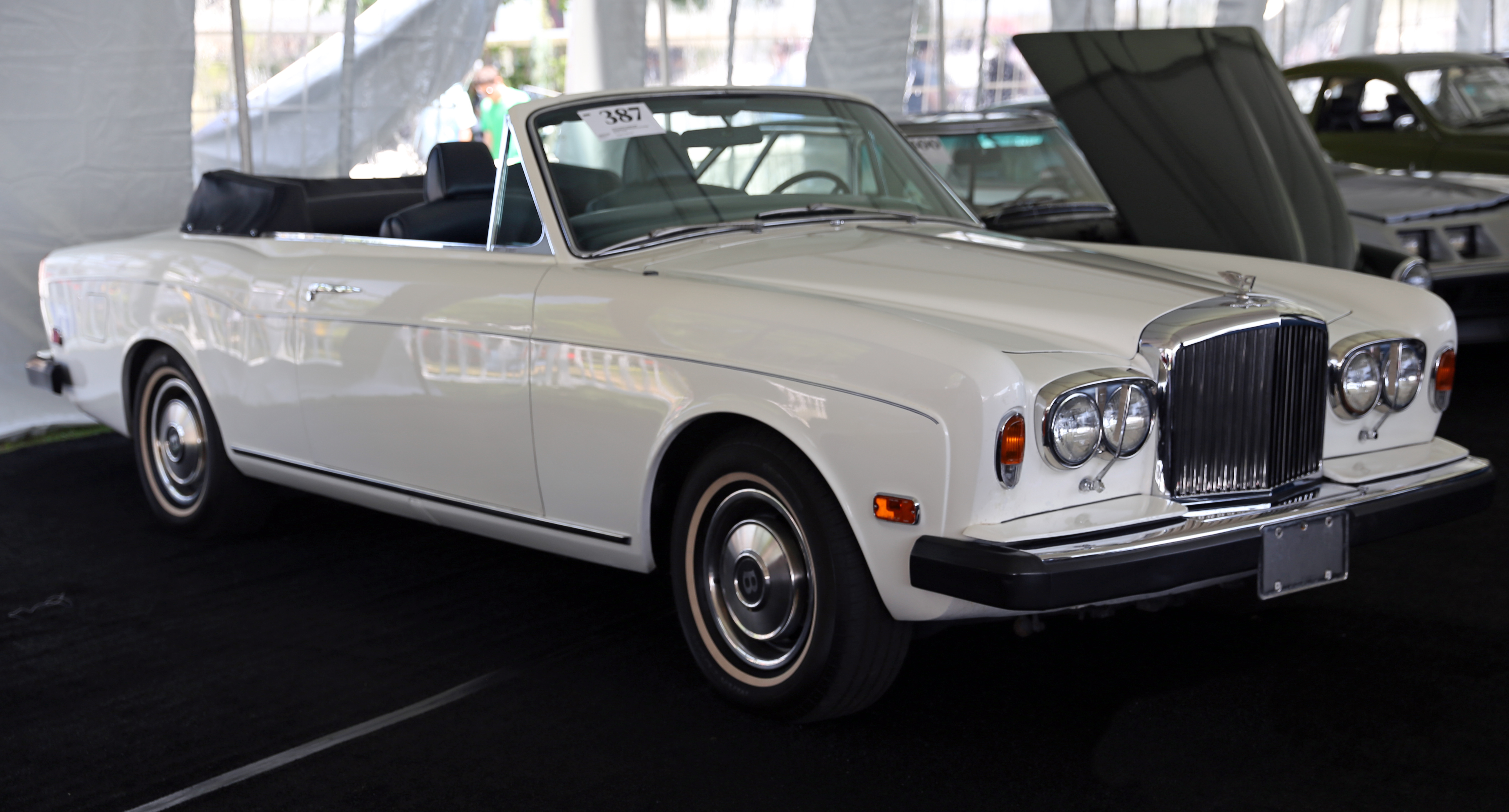